# 科隆居策尼希乐团

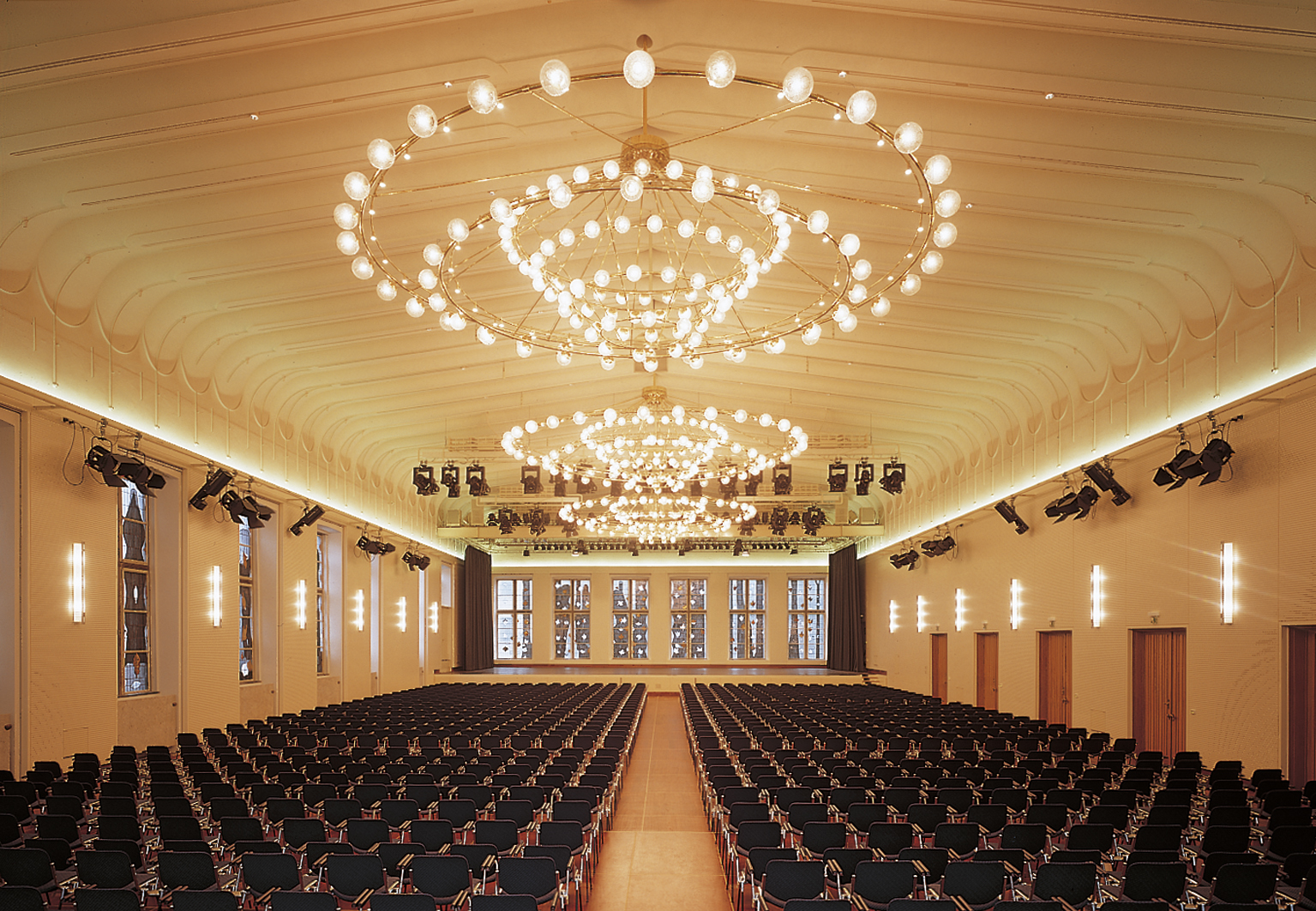
居策尼希音乐厅（2010年）

科隆居策尼希乐团（德語：Gürzenich-Orchester Köln）是一支位于科隆市的管弦樂團，成立于1827年。现任音乐总监为弗朗索瓦-格扎维埃·罗特。

## 历史
乐团初建时名为“科隆城市乐团”（Cölner Städtisches Orchester），现名来自早期举办音乐会的场所——居策尼希音乐厅，1986年起驻地改为科隆爱乐厅。 
乐团历史上首演了许多古典音乐作品，例如：
- 库特·阿特伯格：第六交响曲（1928年）
- 约翰内斯·勃拉姆斯：双重协奏曲（1887年）
- 奥托·克伦佩勒：弥撒（1923年）
- 古斯塔夫·马勒：第三交响曲（1902年）
- 古斯塔夫·马勒：第五交响曲（1904年）
- 汉斯·普菲茨纳：黑暗帝国（1930年）
- 马克斯·雷格：希勒主题变奏曲（1907年）
- 理查德·施特劳斯：堂吉诃德（英语：Don Quixote (Strauss)）（1898年）
- 理查德·施特劳斯：提尔恶作剧（1895年）
- 贝尔恩德·阿洛伊斯·齐默尔曼：Sinfonia Prosodica（1946年）